# Escalona
Escalona là một đô thị trong tỉnh Toledo, Castile-La Mancha, Tây Ban Nha. Dân số năm 2006 là 3053 người.